# Buccina
La bùccina è uno strumento musicale appartenente al gruppo degli ottoni, usato nelle fanfare delle legioni dagli antichi romani.
Essa era originariamente un cilindro stretto, lungo circa 3 metri e mezzo. Veniva suonato soffiando in una imboccatura. Il tubo era ripiegato a forma di un'ampia "C" ed era rinforzato con una barra che collegava le curve e che serviva per l'impugnatura del suonatore stabilizzandone l'uso e il movimento. Veniva messa a tracolla del suonatore e si appoggiava alla spalla.
La buccina era usata per le segnalazioni negli accampamenti durante la notte e per altri numerosi motivi.
Lo strumento fu probabilmente il predecessore della tromba e del trombone moderni. La voce tedesca per indicare il trombone (Posaune) deriva linguisticamente da buccina. 
Nel finale del poema sinfonico I pini di Roma, Ottorino Respighi indica come buccine sei strumenti di diversi tipi. Tre buccine in si bemolle sono indicate anche in Feste romane, ma le loro parti sono interpretate da trombe o da flicorni soprani.

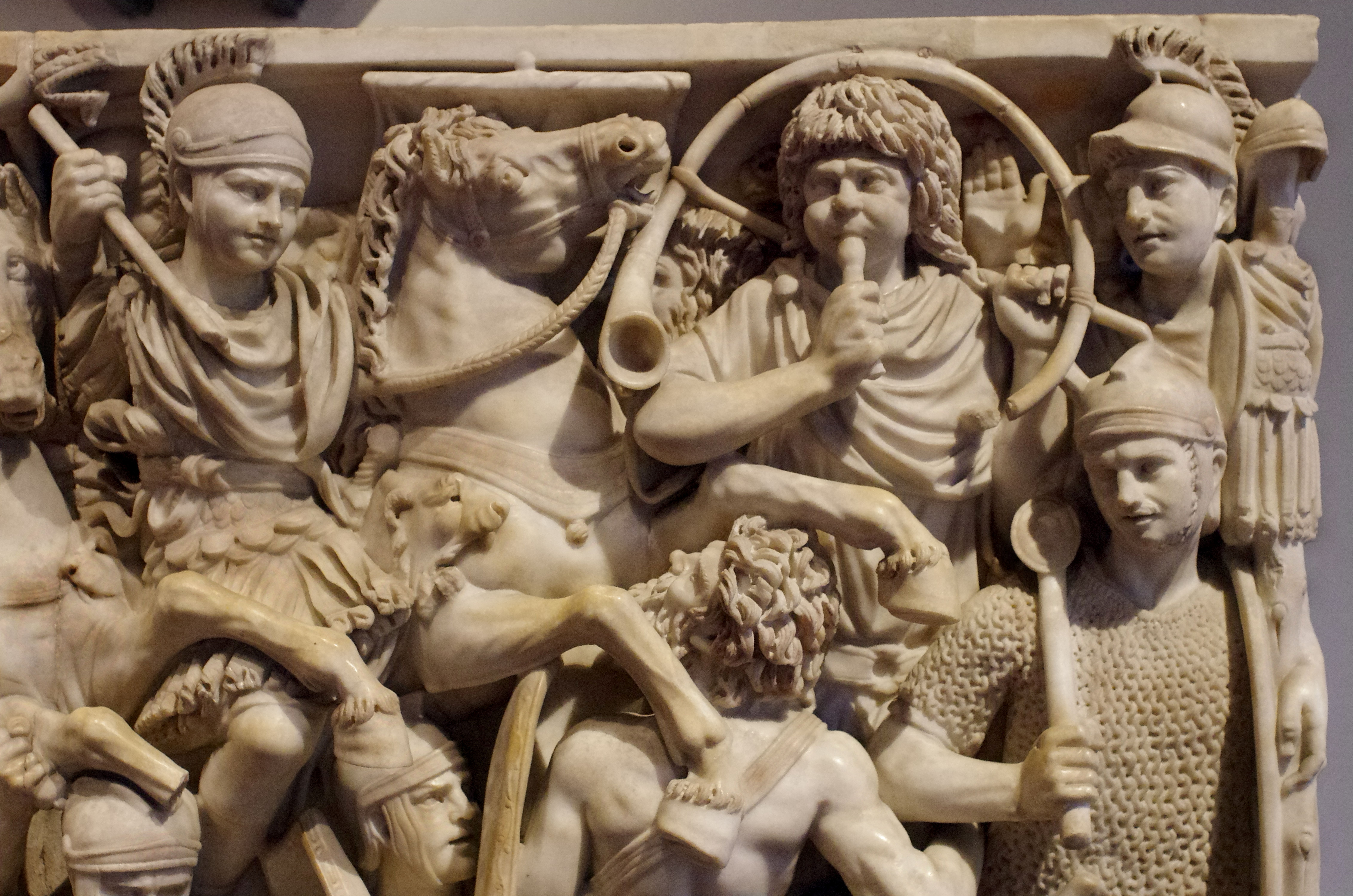
Soldato con bùccina, Sarcofago Grande Ludovisi (dettaglio), Palazzo Altemps, Roma
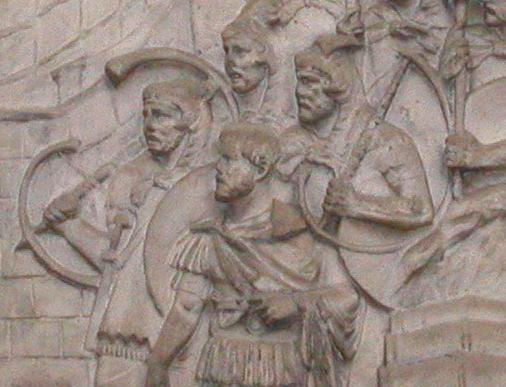
Bassorilievo della colonna Traiana con suonatori di bùccina